# 용춤

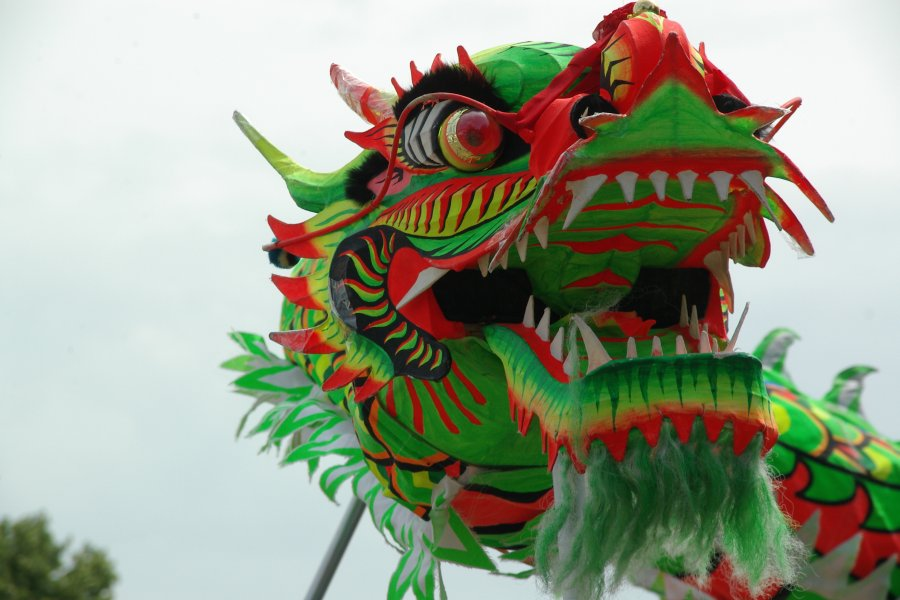
아펠도른에서 용춤을 추는 중국 용

용춤(중국어 간체자: 舞龙, 정체자: 舞龍, 병음: wǔ lóng 우룽[*], 한자음: 무룡, 문화어: 룡춤)은 중국 문화에서 전통적인 춤과 공연의 한 형태이다. 사자춤처럼, 그것은 축제 행사에서 가장 자주 보여진다. 이 춤은 경험이 풍부한 무용수 팀이 용의 길이를 따라 일정한 간격으로 배치된 막대기를 사용하여 용의 유연한 거대한 인형을 조종하여 수행한다. 무용단은 이 강신령의 상상된 움직임을 구불구불하게, 물결치는 방식으로 시뮬레이션한다.
용춤은 종종 춘절에 공연된다. 중국 용은 중국 문화의 상징이고, 그것들은 사람들에게 행운을 가져다 준다고 믿어진다, 그래서 용이 춤을 오래 출수록, 그것은 공동체에 더 많은 행운을 가져다 줄 것이다. 용들은 큰 힘, 위엄, 다산, 지혜 그리고 상서로움을 포함하는 특성을 가지고 있다고 믿어진다. 용의 생김새는 무시무시하면서도 대담하지만 자애로운 기질을 지니고 있으며, 황실의 권위를 상징하는 상징이었다. 전통적으로 공연의 움직임은 용의 힘과 위엄을 상징한다.

## 용 구조

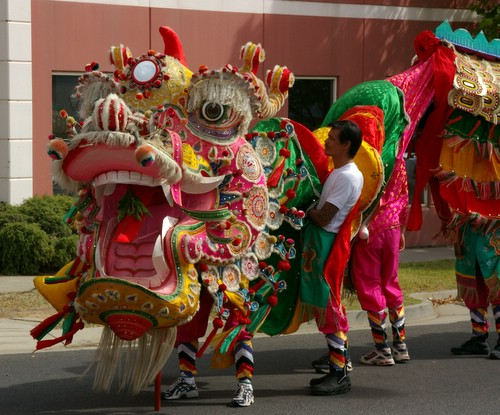
오스트레일리아 벤디고에 있는 선룽의 머리

용은 긴 뱀 모양의 몸으로 기둥 위에 여러 개의 부분으로 이루어져 있으며, 머리와 꼬리가 있다. 용은 각 부분의 고리를 연결하고 머리와 꼬리 부분을 끝에 붙여서 조립한다. 전통적으로 용은 나무로 만들어졌고 안쪽에 대나무 고리가 있고 풍부한 직물로 덮여 있었지만, 현대에는 알루미늄과 플라스틱과 같은 가벼운 재료가 나무와 무거운 재료를 대체했다.
용의 길이는 2m(10ft)에 불과하며, 곡예 모델의 경우 약 25m에서 35m(80ft에서 110ft), 대형 퍼레이드와 의식 스타일의 경우 최대 50m에서 70m(160ft에서 230ft)까지 다양하다. 용의 크기와 길이는 사용 가능한 인력, 자금, 재료, 기술, 분야의 크기에 따라 달라진다. 작은 조직은 상당한 인력과 많은 비용, 그리고 특별한 기술을 필요로 하기 때문에 매우 긴 용을 운영할 여유가 없다.

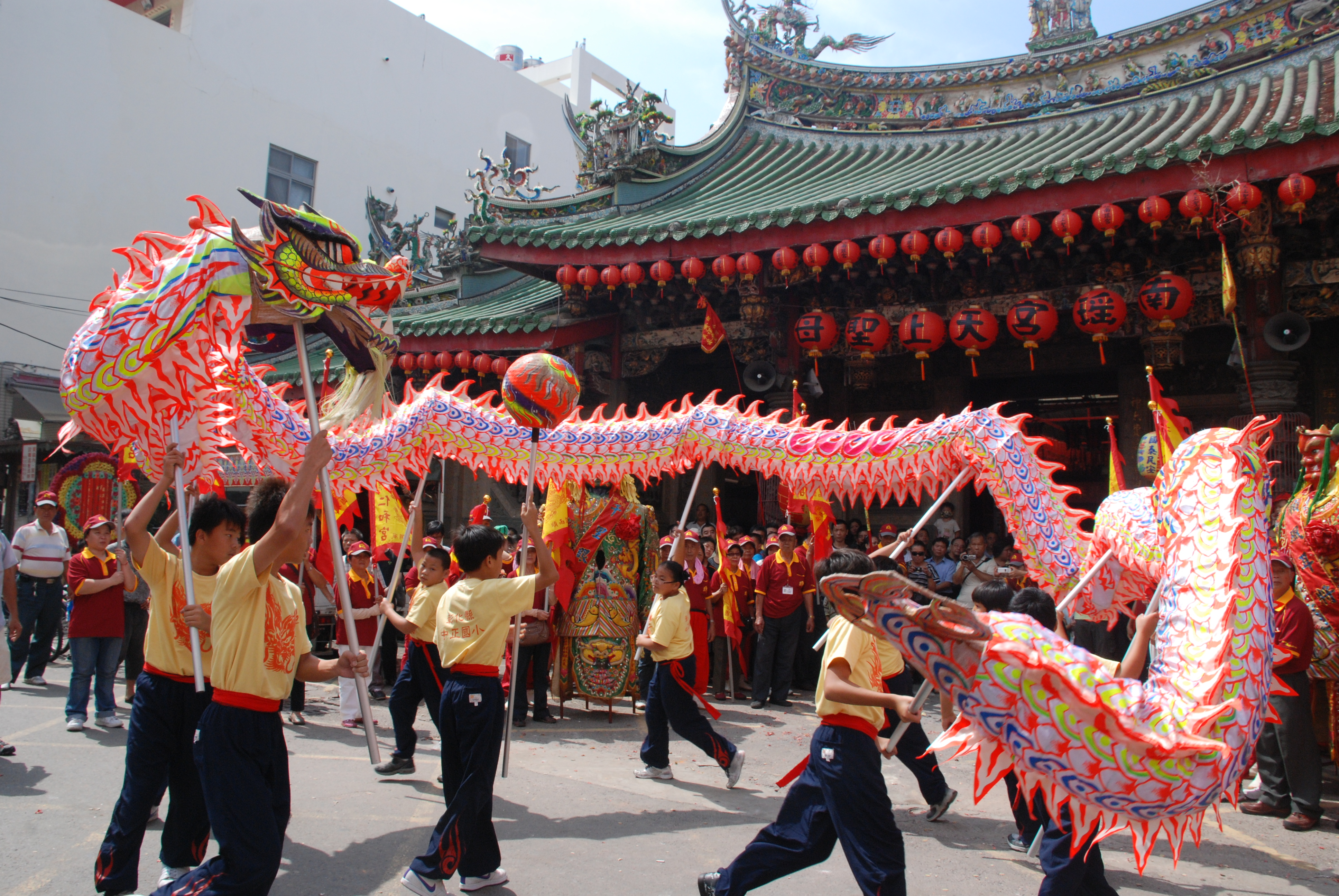
대만에서 용을 들고 있는 공연자들

용에게 권장되는 몸의 일반적인 길이와 크기는 34m이고 9개의 주요 부분으로 나뉜다. 갈비뼈 모양의 각 부분의 거리는 35cm(14인치)이므로 몸에는 81개의 고리가 있다. 많은 것들은 또한 15개의 섹션까지 길이가 될 수 있고, 어떤 용들은 46개의 섹션까지 길이가 있다. 때때로, 훨씬 더 많은 부분을 가진 용들은 가능한 한 가장 긴 용을 생산하기 위해 전 세계의 중국인 공동체에서 건설될 수 있다. 용의 신화의 일부는 용이 길수록 더 많은 행운을 가져다준다는 것이기 때문이다. 1970년 오스트레일리아 벤디고에 있는 선룽은 세계에서 가장 긴 용으로, 길이는 약 100m이다. 훨씬 더 긴 용들은 일회성 행사를 위해 만들어졌다. 가장 긴 용의 세계 기록은 2012년 10월 1일 홍콩에서 세운 5,605m이다.
역사적으로 용춤은 용의 종류와 색깔에 따라 다양한 방법으로 공연될 수 있다. 녹색은 때때로 풍년을 상징하는 용의 주요 색상으로 선택된다. 다른 색깔로는 신성한 제국을 상징하는 노란색, 번영을 상징하는 금색 또는 은색, 흥분을 상징하는 빨간색이 있다. 용의 비늘과 꼬리는 대부분 아름다운 은빛과 반짝임으로 즐거운 분위기를 자아낸다. 매일 용춤을 추는 것이 아니기 때문에, 매번 공연 전에 용의 천을 벗겨내고 초도장을 한다.

## 공연

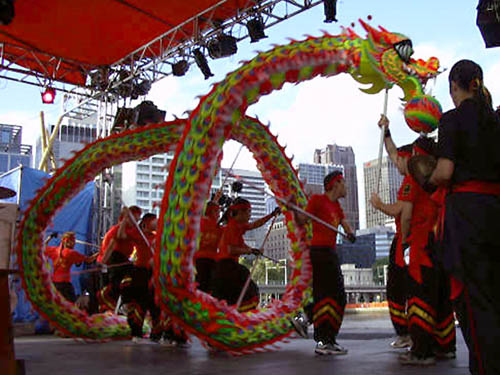
멜버른의 중국청년회 회원들이 크라운 카지노에서 춘절을 위해 공연을 하고, 기본적인 "코르크따개" 루틴을 시연한다.

용춤은 움직이지 않는 인형의 몸에 생명을 불어넣는 것을 직업으로 하는 숙련된 팀에 의해 공연된다. 성공적인 춤을 추기 위해서는 용의 다른 부분들의 정확한 조합과 적절한 타이밍이 매우 중요하다. 심지어 일부 공연자들의 실수는 공연 전체를 망칠 것이다. 춤에서 매우 성공하기 위해서는, 용의 머리가 드럼의 타이밍에 맞춰 몸의 움직임과 조화를 이룰 수 있어야 한다. 더 큰 의식용과 퍼레이드 스타일의 용의 경우, 머리의 무게는 12kats (14.4kg, 거의 32lb)에 달한다. 용 꼬리은 머리 움직임에 맞춰 움직여야 하기 때문에 중요한 역할도 한다. 다섯 번째 구간은 중간 구간으로 간주되며, 연기자들은 몸의 움직임이 수시로 변하기 때문에 매우 경계해야 한다. 용은 종종 진주를 상징하는 구형의 물체를 들고 있는 사람에 의해 인도된다.
용은 연속적으로 각 구간의 조화로운 스윙에 의해 달성되는 파도와 같은 패턴으로 움직인다. 이 스윙이 용의 기본 동작을 구성하지만, 더 복잡한 대형을 실행하는 것은 팀의 창의력에 의해 제한된다. 일반적으로 수행되는 패턴과 묘기는 용의 몸을 회전시키고 몸을 비틀게 하기 위해 나선형의 대형으로 달려가는 것을 포함한다. 이것은 연기자들이 용의 몸 부분을 뛰어넘거나 통과하게 하여 시각적인 디스플레이를 더한다. 다른 진보된 기술로는 다양한 코르크따개와 같은 회전 기술과 연기자들이 용의 움직임의 높이를 높이기 위해 서로의 다리와 어깨로 서는 더 곡예적인 움직임이 있다.